# Южно-Ягунское нефтяное месторождение
Южно-Ягунское — нефтяное месторождение в России. Расположено в Ханты-Мансийском автономном округе, в 165 км к северо-востоку от г. Сургут. Открыто в 1978 году. Освоение началось в 1982 году.
Запасы нефти 0,5 млрд тонн. Плотность нефти составляет 0,844 г/см3 или 35,5° API. Содержание серы составляет 0,78 %.
Месторождение относится к Западно-Сибирской провинции.
Оператором месторождение является российская нефтяная компания Лукойл. Добыча нефти на месторождении в 2007 году составила 3,142 млн тонн.